# شهرستان ماسون (ویرجینیای غربی)
شهرستان ماسون، ویرجینیای غربی (به انگلیسی: Mason County, West Virginia) یک سکونتگاه مسکونی در ایالات متحده آمریکا است که در ویرجینیای غربی واقع شده‌است.

## خصوصیات
شهرستان ماسون ۱٬۱۵۲٫۵۵ کیلومترمربع مساحت دارد.